# Elecciones regionales de Venezuela de 2025
Las elecciones regionales de Venezuela de 2025, se llevaron a cabo el 25 de mayo para elegir a los 24 gobernadores y los 260 legisladores de los consejos legislativos estadales de cada Estado.
Estas elecciones se celebraron en un contexto de crisis política, a raíz de las elecciones presidenciales realizadas el 28 de julio de 2024, ocasionando protestas en rechazo a los resultados anunciados por el CNE.  Así como manifestaciones a principios de enero de 2025 igualmente en rechazo a la toma de posesión de Nicolás Maduro y la falta de transparencia por parte del CNE para entregar los resultados generales de acuerdo a los observadores internacionales e inicio de investigaciones en la ONU por fraude electoral.
En los días previos a las elecciones, el gobierno venezolano llevó a cabo una ola de arrestos y detuvo a más de 70 personas, incluyendo a políticos, activistas, periodistas y abogados, acusándolos de participar en conspiraciones. El proceso electoral se caracterizó por una baja participación a nivel nacional, además de la presencia de cuerpos de seguridad del Estado. El CNE afirmó que la participación fue del 42,63%, pero el Comando con Venezuela opositor declaró que sólo hubo un 12,56% de participación.
También hubo irregularidades en el anuncio de los resultados debido a que el porcentaje de participación no coincidió con el número de votantes en el primer boletín electoral.

## Antecedentes
El 28 de julio de 2024 se realizaron las elecciones presidenciales, de la cual fue proclamado presidente electo por el Consejo Nacional Electoral a Nicolás Maduro con el 51,95 % de las votos, las elecciones fueron consideradas ni libres ni justas al producirse en un contexto en el que el gobierno controlaba todos las poderes del Estado mientras reprimía a la oposición política.
Por su parte la oposición rechazó las cifras, declarando que Edmundo González había ganado con el 70 % de los votos de acuerdo con las actas electorales de que disponían. Los candidatos Enrique Márquez, Claudio Fermín y Antonio Ecarri también exigieron la publicación de las actas de escrutinio. Diversos países mostraron su rechazo a los resultados, señalaron irregularidades, y pidieron que se publicaran las actas de escrutinio.

### Convocatoria
El 9 de noviembre de 2024 el presidente Nicolás Maduro planteó la posibilidad de separar las elecciones regionales por partes entre; gobernadores y alcaldes. «Pareciera que lo mejor sería ir a una elección separada. Primero alcaldes, después gobernadores y después el Parlamento, pero esa es mi opinión, es una opinión más en el debate» dijo.
El 15 de enero de 2025 la Asamblea Nacional dio inicios a la conformación de una mesa de trabajo con distintos sectores incluyendo a una oposición oficialista minoritaria (en su mayoría partidos políticos judicializados), en esta reunión de consultas fue evidente la ausencia de sectores mayoritarios de la oposición aglutinadas en la Plataforma Unitaria Democrática, pese a esta ausencia el oficialismo prosiguió las discusiones para la elaboración de varias propuestas y fechas que serían llevadas al CNE para la realización de un cronograma electoral para las elecciones tanto regionales como parlamentarias previstas.

### Abstención electoral
El 19 de enero de 2025, la líder opositora de la Plataforma Unitaria, María Corina Machado a través de un mensaje en sus redes sociales, llamó a no participar en los comicios asegurando que «Las elecciones fueron el 28 de julio (de 2024). Ese día el pueblo eligió (...). El resultado debe y va a ser respetado. Hasta que ese resultado no entre en vigor, no procede participar en elecciones de ningún tipo. Ir a votar una y otra vez sin que se respeten los resultados no es defender el voto, es desvirtuar el voto popular» dijo Machado.
El Partido Comunista de Venezuela, mediante un comunicado de prensa que recogió las conclusiones del XV Pleno del Comité Central del partido, declaró que no participaría en las elecciones parlamentarias o en las regionales por falta de garantías electorales.
Voluntad Popular anunció que excluiría a los miembros del partido que participaran en las elecciones y reiteró que no participaría en los comicios.
El partido Primero Justicia anunció el martes 25 de febrero que no participarían en las elecciones legislativas y regionales a realizar el 25 de mayo. El comité del partido aprobó por 108 de los 126 miembros a reafirmar el compromiso de defender los resultados del 28 de julio, pese a varias críticas provenientes de algunos dirigentes y de los voceros regionales que defienden presentarse a la votación y así mismo respetar la «libertad de conciencia» dentro de la militancia, lo cual a generado crisis interna dentro del partido de cara a las elecciones.

### Fragmentación en la Plataforma Unitaria
La Plataforma Unitaria, principal coalición opositora, se ha enfrentado a crisis y divisiones internas desde la convocatoria de las cuestionadas elecciones regionales y parlamentarias, destacando la renuncia de Omar Barboza de Un Nuevo Tiempo como secretario ejecutivo a principios de marzo, entre las razones expuestas en su renuncia se encontraban la falta de "unidad" y las "filtraciones" que socavan cualquier discusión honesta.
Otros dirigentes como Andrés Velázquez de La Causa Radical, señaló que "no pueden hacer vida organizaciones que asumieron una política contraria a la decisión de la mayoría", aduciendo que organizaciones políticas como Un Nuevo Tiempo y Movimiento por Venezuela deberían ser excluidos de la Plataforma Unitaria.

#### Divisiones internas
Después del llamado a la abstención bajo la ruta unitaria opositora, Primero Justicia entró en un conflicto político interno luego de que varios presidentes regionales y voceros regionales así como varios militantes rechazaran el llamado a la abstención, denunciando que "no fue debatida ni acordada en las instancias correspondientes".
Esto ha generado una ola de acusaciones internas entre varios dirigentes, llegando inclusive a la expulsión de seis miembros del partido entre los cuales se encuentran: Henrique Capriles Radonski, Tomás Guanipa, Amelia Belisario, Ángel Medina, Pablo Pérez y Juan Requesens.

### Primarias del PSUV
El 15 de marzo se realizaron las asambleas de bases para la postulación de los candidatos y candidatas a las gobernaciones y consejos legislativos estadales, así como para los candidatos a diputados y diputadas para los comicios del 25 de mayo. El secretario general del PSUV, Diosdado Cabello, aseguró en rueda prensa que estas elecciones son democráticas y legítimas.[cita requerida]
El 16 de marzo, durante una rueda de prensa, el secretario general del PSUV Diosdado Cabello, dio un balance de la jornada, resaltando que las asambleas de bases arrojaron un total de 163 015 postulaciones y 131 902 postulados, «Tuvimos 163.015 postulaciones con 131.902 postulados y postuladas, es decir, cédulas únicas. ¿Por qué la diferencia? Porque hay 31.113 personas que fueron postuladas a más de un cargo», detalló.
Para los cargos de gobernadores y gobernadoras fueron postulados 21 648, para la Asamblea Nacional unos 66 731, en cuanto a los consejos legislativos estadales fueron postulados unas 74 636 personas. Así mismo informó que se dará inicio al proceso de selección de candidatos y candidatas que cumplan con los requisitos para su inscripción ante el Consejo Nacional Electoral.

## Cronograma electoral
El presidente del Consejo Nacional Electoral, Elvis Amoroso, anunció que los comicios legislativos y regionales se realizarán el domingo 27 de abril, asimismo precisó que en las próximas horas anunciarán el cronograma electoral. Posteriormente el 19 de febrero, Amoroso anunció el cambio de fecha de las elecciones para el 25 de mayo, afirmando que obedece a una solicitud de "diversos actores políticos" dispuestos a participar en las elecciones.
Estas elecciones han contado con irregularidades, principalmente cambios en los cronogramas electorales, la falta de legalidad en la convocatoria al no publicar el organismo electoral en la Gaceta Oficial ni un cronograma detallado del mismo, inactividad de la página oficial, la cual es vital para la realización del Sistema Automatizado de Postulaciones, además de otros inconvenientes como la definición de las circunscripciones electorales (especialmente la de la Guayana Esequiba), lo que ha generado un clima de opacidad y hermetismo sobre el proceso.
El 3 de abril, en una entrevista realizada en Globovisión, el rector del CNE Conrado Pérez Briceño afirmó que el ya se encontraba solventado el supuesto «hackeo» contra la página del organismo electoral, «está prácticamente solventado y las organizaciones políticas recibirán un link para postular a los candidatos a las gobernaciones, consejos legislativos y Asamblea Nacional», informó, sin embargo a quince días aun se encuentra inactiva. El 24 de abril la exrectora del CNE Griselda Colina denunció que existe opacidad en el cronograma electoral que no ha sido publicada hasta el momento en la Gaceta Oficial correspondiente sobre las elecciones del 25 de mayo donde se establece los lapsos, los periodos de cada una de las actividades electorales así como las auditorias a realizarse al sistema de votación, lo que afecta las garantías del proceso, tampoco se ha solventado aun la apertura de la página web del CNE.
| N.º | Actividades[cita requerida]                        | Fechas                               | Fechas                               | Estatus   |
| N.º | Actividades[cita requerida]                        | Inicio                               | Final                                | Estatus   |
| --- | -------------------------------------------------- | ------------------------------------ | ------------------------------------ | --------- |
| 1   | Inscripción y actualización del registro electoral |                                      | 10 de marzo                          | Realizado |
| 2   | Elección de miembros de mesa                       |                                      |                                      | Realizado |
| 3   | Lapso de postulaciones                             | 7 de abril                           | 11 de abril                          | Realizado |
| 4   | Lapso para modificaciones.                         | 7 de abril                           | 8 de abril                           | Realizado |
| 5   | Simulacro electoral                                | 10 de mayo                           | 10 de mayo                           | Realizado |
| 6   | Ferias electorales                                 |                                      |                                      | Realizado |
| 7   | Campaña electoral                                  | 29 de abril                          | 22 de mayo                           | Realizado |
| 8   | Instalación de las mesas electorales               |                                      |                                      | Realizado |
| 9   | Constitución de Elecciones regionales 2025         | 25 de mayo de 2025 / 6:00am a 6:00pm | 25 de mayo de 2025 / 6:00am a 6:00pm | Realizado |

## Organizaciones políticas
Un total de 36 partidos nacionales, 10 organizaciones regionales y unas 8 organizaciones indígenas nacionales fueron habilitados para participar en los comicios, según informó el CNE recibió un total de 36 986 postulaciones correspondientes a 6 867 candidatos.

### Organizaciones políticas
- Gran Polo Patriótico Simón Bolívar: Diosdado Cabello informó la instalación de siete mesas de trabajo con delegados quiénes serían los encargados de definir las candidaturas cuya propuesta final sería llevada a Nicolás Maduro.[61] Durante una cadena nacional el 28 de marzo, el presidente Nicolás Maduro anunció que próximamente daría a conocer quienes serían los candidatos seleccionados por la dirección nacional del partido «Hemos tenido largas reuniones recibiendo el informe de Diosdado, sobre las candidaturas, gobernaciones, ya están todas las candidaturas a gobernaciones decididas y se van a anunciar el lunes», afirmó.[62] Posteriormente dio a conocer el 31 de marzo la lista completa de los candidatos a gobernaciones en los 24 Estados.[63]

- Plataforma Unitaria Democrática: Por los momentos, la oposición venezolana agrupada en la PUD y que agrupa un 60% del electorado ha dejado claro que no participaría en estos comicios, por su parte la lideresa María Corina Machado afirmó a través de un mensaje que no participarían en elecciones hasta que se respetará los resultados del 28 de julio.[64]Sin embargo, el 6 de febrero del 2025 Omar Barboza secretario ejecutivo de la coalición anunció que la coalición analizará su participación de cara a los comicios.[65] Poco después, la PUD emitió un comunicado anunciando que exigía condiciones para participar, incluyendo que primero se respetara la voluntad pueblo en las elecciones del 28 julio, garantías a la transparencia y la liberación de los presos políticos, horas después María Corina Machado y Edmundo González respaldaron la decisión de la Plataforma Unitaria.[66] Posteriormente en marzo Omar Barbosa renunció como secretario ejecutivo de la plataforma Unitaria por no estar de acuerdo a la decisión tomada de la Plataforma de no participar en las elecciones.[67]

- Alianza Democrática (Venezuela): La AD es una coalición política conformada por los partidos Primero Venezuela, Unidad Visión Venezuela, Venezuela Unida, Voluntad Popular, Primero Justicia Acción Democrática y Copei (estas cuatro últimas intervenidas por TSJ). Nació la idea inicialmente el 30 de enero como Centro Político Democrático, durante un anuncio hecho por Luis Parra, durante la conformación realizada por varios de los dirigentes; asimismo afirmó: «Estamos abiertos a seguir creciendo y explorando nuevas alianzas para lograr a través del voto, sin mezquindad política y con una visión de grandeza la conquistas de espacios que hoy están en manos del PSUV y son cómplices del desastre que ha tenido el peor gobierno que ha tenido Venezuela que hoy preside Nicolás Maduro».[68][69][70][71] Posteriormente decidieron tomar la tarjeta de la coalición existente Alianza Democrática.[72]

- Red Defensa Ciudadana de la Democracia: El 2 de abril durante una conferencia de prensa con sectores opositores dentro de la Plataforma Unitaria Democrática anunciaron la participación electoral en los comicios, así mismo la conformación de un movimiento político llamado Red Decide (Defensa Ciudadana de la Democracia), así lo anuncio Henrique Capriles «A veces hay que pararse y decir la verdad, aunque la verdad vaya contra la corriente: no es popular ir a votar, no es popular hoy la participación, porque a nadie en este país se le ha olvidado lo que ocurrió el 28 de julio»,comentó. En el acto participaron también Henry Falcón, el alcalde de El Hatillo, Elías Sayegh; los exdiputados Marialbert Barrios, Ángel Medina, Juan Requesens y Rafael Guzmán al igual que representantes del MAS, Unión y Progreso, Puente, Movimiento por Venezuela y Fuerza Vecinal.[73][74]

### Otros partidos
Durante estas elecciones regionales se presentaron unas 30 agrupaciones que no cumplieron la norma de tener el 1% de votos exigidos en el último proceso electoral, las presidenciales de 2024 para poderse inscribir, al punto de no poder presentar representatividad de testigos en los más de 27,713 mesas de los 15,736 centros de votación. 
- Acción Democrática: El secretario general del sector judicializado de AD, Bernabé Gutiérrez anunció durante una reunión del partido el día 20 de enero la disposición de participar en las venideras elecciones.[76]

- COPEI: El sector judicializado del partido socialcristiano a través del secretario general nacional Juan Carlos Alvarado confirmó la disposición de la tolda verde en participar en las jornadas electorales previstas en 2025.[77]

- Avanzada Progresista: Durante una reunión con representantes de un sector minoritario de la oposición, el secretario general del partido Avanzada Progresista, Luis Augusto Romero señaló que participarán en los comicios a la vez exigió al CNE la publicación del cronograma electoral.[78]

- Esperanza por El Cambio: El 3 de febrero el diputado a la Asamblea Nacional y dirigente de la organización política El Cambio Javier Bertucci anunció la participación del partido en los comicios previstos el 27 de abril.[79]

- Alianza del Lápiz: El presidente del partido Antonio Ecarri afirmó que su partido concurrirían a las elecciones que convoque el CNE a pesar de haber demostrado su descontento con las pasadas elecciones del 28 de julio de 2024.[80]

- Movimiento Por Venezuela: El partido liderado por Andrés Caleca y Simón Calzadilla anunciaron la participación del MPV a las elecciones del 27 de abril asegurando «Después de tres semanas de un amplio debate nacional, con nuestras regiones, con nuestros municipios, con nuestros secretariados; la ruta electoral sigue siendo un camino de resistencia, de lucha, de organización; donde el pueblo venezolano puede manifestar su descontento con el voto”, indicó Calzadilla. Aunque expresaron que su partido seguirá defendiendo los resultados del 28 de julio pasado y respaldando a Edmundo González Urrutia y María Corina Machado.[81]

- Un Nuevo Tiempo: Durante una reunión de la Dirección Ejecutiva Federal del partido, se confirmó la participación de los comicios, Manuel Rosales a la vez presentó un documento con tres puntos recogido de las bases las cuales solicitaban; la liberación de los presos políticos, la defensa de las condiciones electorales y la exhortación de los demás miembros de la Plataforma Unitaria que consulten a su militancia, dirigentes y simpatizantes si están de acuerdo o no en participar en los comicios.

- Fuerza Vecinal: Durante una entrevista al dirigente y alcalde del Municipio Chacao, Gustavo Duque aseguró que la tolda participará en todos los procesos electorales y agregó que «no ganamos nada dejando de participar».[82]

- Primero Justicia: El 21 de febrero, a pesar de que la Dirección Nacional confirmó su compromiso de no involucrarse en «farsas elecciones» la mayoría del Comité Político Nacional que abarca a dirigentes municipales y regionales a anunciaron dar un paso hacia adelante «Estamos firmemente comprometidos con la defensa de los resultados del pasado 28 de julio de 2024. Creemos que la mejor manera de manifestar el deseo de cambio del pueblo es derrotar nuevamente a (Nicolás) Maduro a través del voto», así lo comunicó Henrique Capriles en su cuenta en X.[83] El 14 de abril se dejaría de escuchar la voz de Henrique Capriles luego que el partido político Primero Justicia lo expulsara junto a Tomás Guanipa luego de inscribirse como candidato a las elecciones parlamentarias. También fueron expulsados Amelia Belisario, Ángel Medina, Pablo Pérez y Juan Requesens por traicionar a la unidad.[84][85]

- Cambiemos Movimiento Ciudadano: Timoteo Zambrano, secretario general del partido aseguró que se debe mantener la ruta electoral de manera permanente, desde San Juan de los Morros reafirmó que «Es el principio que tiene Cambiemos, así como el otro principio fundamental que es el diálogo y eso no lo discutimos en la organizaciones, es parte de nuestra ADN».[86]

## Resultados a gobernaciones
Los resultados al ser leídos el día 25 de mayo de 2025, por la noche por el rector Carlos Quintero del CNE, fueron dados de la forma en que, se mencionaba el Estado, su gobernador elegido con su porcentaje de votos obtenido, el partido al que pertenece, el porcentaje de la participación y de la transmisión de la información. Dado que desde el día 28 de julio de 2024, el sitio web del CNE se encuentra inaccesible y puesto que tampoco se detalló en el segundo boletín emitido por este mismo ente, el día 27 de mayo de 2025.
No hay una fuente oficial que permita conocer la votación de todos los candidatos, a su vez tampoco la cantidad de votos que obtuvo cada uno, ni la participación en número de votos, sin embargo, algunas personas como el diputado por la Alianza Democrática Aníbal Sánchez han filtrado resultados a través de su cuenta de Twitter, con base en estas filtraciones, Giuseppe Gangi, creador de la página macedoniadelnorte.com que mostró desagregados por candidato y partido los resultados recopilados por Comando Con Venezuela de la elección presidencial de 2024, creó un nuevo portal en el que desagrega los resultados de las regionales 2025, los cuales son los mostrados en este artículo.
|  | 76.98 % |

|  | 14.91 % |

|  | 5.99 % |

|  | 1.98 % |

|  | 0.14 % |

|  | 87.30 % |

|  | 8.07 % |

|  | 1.92 % |

|  | 0.95 % |

|  | 0.68 % |

|  | 0.67 % |

|  | 96.39 % |

|  | 2.05 % |

|  | 1.15 % |

|  | 0.41 % |

|  | 87.05 % |

|  | 7.88 % |

|  | 4.19 % |

|  | 0.88 % |

|  | 73.12 % |

|  | 20.23 % |

|  | 5.03 % |

|  | 0.93 % |

|  | 0.54 % |

|  | 0.14 % |

|  | 88.17 % |

|  | 8.89 % |

|  | 2.08 % |

|  | 0.58 % |

|  | 0.29 % |

|  | 87.82 % |

|  | 6.92 % |

|  | 1.73 % |

|  | 1.56 % |

|  | 1.45 % |

|  | 0.19 % |

|  | 0.14 % |

|  | 0.10 % |

|  | 0.10 % |

|  | 54.83 % |

|  | 44.24 % |

|  | 0.59 % |

|  | 0.33 % |

|  | 94.37 % |

|  | 4.26 % |

|  | 1.13 % |

|  | 0.25 % |

|  | 83.46 % |

|  | 6.47 % |

|  | 5.28 % |

|  | 4.42 % |

|  | 0.37 % |

|  | 93.42 % |

|  | 4.30 % |

|  | 1.51 % |

|  | 0.40 % |

|  | 0.37 % |

|  | 97.52 % |

|  | 1.70 % |

|  | 0.63 % |

|  | 0.15 % |

|  | 0.00 % |

|  | 0.00 % |

|  | 91.29 % |

|  | 3.88 % |

|  | 1.95 % |

|  | 1.86 % |

|  | 1.01 % |

|  | 81.21 % |

|  | 11.79 % |

|  | 4.87 % |

|  | 1.94 % |

|  | 0.13 % |

|  | 0.07 % |

|  | 83.20 % |

|  | 6.25 % |

|  | 4.92 % |

|  | 3.24 % |

|  | 1.88 % |

|  | 0.18 % |

|  | 0.14 % |

|  | 0.11 % |

|  | 94.58 % |

|  | 2.82 % |

|  | 1.51 % |

|  | 1.08 % |

|  | 55.33 % |

|  | 44.34 % |

|  | 0.33 % |

|  | 93.84 % |

|  | 3.39 % |

|  | 1.08 % |

|  | 0.85 % |

|  | 0.70 % |

|  | 0.14 % |

|  | 94.58 % |

|  | 2.76 % |

|  | 1.30 % |

|  | 0.62 % |

|  | 0.55 % |

|  | 0.19 % |

|  | 87.08 % |

|  | 8.52 % |

|  | 1.94 % |

|  | 1.90 % |

|  | 0.55 % |

|  | 92.08 % |

|  | 6.12 % |

|  | 1.80 % |

|  | 90.69 % |

|  | 5.59 % |

|  | 1.54 % |

|  | 1.38 % |

|  | 0.59 % |

|  | 0.20 % |

|  | 90.21 % |

|  | 6.94 % |

|  | 1.70 % |

|  | 1.15 % |

|  | 65.07 % |

|  | 30.11 % |

|  | 3.99 % |

|  | 0.82 % |

|  | 0.02 % |

NotaG Gobernador en ejercicio.

## Resultados a Consejos Legislativos
| Entidad Federal  | Legisladores al Consejo Legislativo            |
| ---------------- | ---------------------------------------------- |
| Amazonas         | 6 GPPSB 1 Escaño Indígena (GPPSB)              |
| Anzoátegui       | 14 GPPSB 1 Escaño Indígena (GPPSB)             |
| Apure            | 6 GPPSB 1 Escaño Indígena (GPPSB)              |
| Aragua           | 15 GPPSB                                       |
| Barinas          | 9 GPPSB 2 UNT/ÚNICA                            |
| Bolívar          | 14 GPPSB 1 Escaño Indígena (GPPSB)             |
| Carabobo         | 15 GPPSB                                       |
| Cojedes          | 5 Alianza Democrática 2 GPPSB                  |
| Delta Amacuro    | 6 GPPSB 1 Escaño Indígena (GPPSB)              |
| Falcón           | 11 GPPSB                                       |
| Guárico          | 9 GPPSB                                        |
| Guayana Esequiba | 6 GPPSB 1 Escaño Indígena(GPPSB)               |
| Lara             | 15 GPPSB                                       |
| Mérida           | 10 GPPSB 1 Alianza Democrática                 |
| Miranda          | 15 GPPSB                                       |
| Monagas          | 10 GPPSB 1 Escaño Indígena (GPPSB)             |
| Nueva Esparta    | 5 GPPSB 2 Alianza Democrática                  |
| Portuguesa       | 11 GPPSB                                       |
| Sucre            | 10 GPPSB 1 Escaño Indígena (GPPSB)             |
| Táchira          | 13 GPPSB                                       |
| Trujillo         | 9 GPPSB                                        |
| Vargas           | 7 GPPSB                                        |
| Yaracuy          | 9 GPPSB                                        |
| Zulia            | 11 GPPSB 3 UNT/ÚNICA 1 Escaño Indígena (GPPSB) |

## Irregularidades

### Retrasos del sistema de postulaciones
Según lo establecido en el cronograma electoral, el proceso de postulaciones comenzaba el 7 de abril, pero partidos como Avanzada Progresista, Esperanza por El Cambio y Un Nuevo Tiempo alertaron que no había acceso al sistema de postulaciones, siendo solventado el 10 de abril (cuatro días después de que iniciará el proceso).

### Impedimentos e inhabilitaciones
En junio de 2024 la Contraloría General de Venezuela inhabilitó por 15 años para ocupar cargos públicos a diez alcaldes por apoyar a Edmundo Gonzáles Urrutia al haberse reunido una semana antes a la inhabilitación. La Corte Interamericana de Derechos Humanos ha condenado las inhabilitaciones administrativas argumentando que solo puede inhabilitarse mediante condena de un juez, con garantía del debido proceso. El gobierno usa esta maniobra para "sacar de juego" a políticos opositores o chavistas disidentes que buscan un cargo de elección popular.
Ellos son:
- Estado Trujillo :
  - Heriberto Tapia (municipio Motatán),
  - José Carrillo (municipio Urdaneta),
  - Dilcia Rojas (municipio Campo Elías),
  - Keiver Peña (municipio Sucre),
  - Cervando Godoy (municipio Márquez Cannizales),
  - Wilmer Delgado (municipio Monte Carmelo),
  - Yohanthi Domínguez (municipio Carache)
  - Francisco Aguilar (municipio Andrés Bello).
- Estado Nueva Esparta :
  - Iraima Vásquez (municipio Tubores)
  - José María Fermín (municipio Villalba)

Al comenzar el proceso de postulaciones de candidatos para las elecciones, se presentaron incidencias de cara a los comicios regionales y parlamentarias como inhabilitaciones irregulares y obstáculos en la postulaciones de candidatos, el Movimiento por Venezuela fue el primero en denunciar al gobierno por «cometer más violaciones a derechos constitucionales, políticos y humanos» esto ocurre tras el impedimento a postular sus candidatos pese que el partido se encuentra activo ante el Consejo Nacional Electoral, ha su vez su secretario general Simón Calzadilla fue inhabilitado para ejercer cargos de elección popular «Esto es una sorpresa absoluta, pues hace apenas dos semanas consultamos la página de la Contraloría y no tenía ninguna inhabilitación», afirmó Calzadilla.
El 11 de abril, el periodista Vladimir Villegas, informó que el presidente del Consejo Superior de la Alianza del Lápiz, Antonio Ecarri Bolívar se encontraba inhabilitado para ejercer cargos públicos, poco después se dio a conocer que Ecarri Bolívar exembajador de Juan Guaidó en España, sería imputado por «delitos de traición a la patria, usurpación de funciones, simulación de hecho punible y prevaricación», siendo cuestionado energéticamente por su hijo Antonio Ecarri Angola.

### Informe de Transparencia Venezuela
El informe La ruta de la opacidad de Transparencia Venezuela puntualizó varios incumplimientos graves a la norma y la ley electoral de propio organismo, siendo casos como la falta de canales oficiales, la comunicación parcializada y contradictorias y la posterior divulgación de información clave de los comicios por parte de actores externos al ente electoral, asimismo también por la falta de claridad en cuanto a cómo se llevará el proceso electoral en la Guayana Esequiba.

### Miedo a la participación
La persecución a testigos de mesa y miembros de partidos opositores antes, durante y después de las elecciones de julio de 2024 puso a la población un grave problema a la participación en estas elecciones, habiendo transcurrido ocho meses, el gobierno ha continuado deteniendo personas relacionadas con esas anteriores elecciones. El problema no solo es que detienen a los participantes, los secuestran se mantienen desaparecidos, los alejan de sus familiares, los mantienen incomunicados en lugares desconocidos y les niegan sus abogados naturales, si no los encuentran arremeten contra sus familiares más cercanos, les allanan sus viviendas, arrestan a amigos y familiares, y les confiscan sus vehículos y propiedades. Estas mismas actuaciones fueron aplicadas a los miembros de la Asamblea parlamentaria de 2015. Un último informe de Foro Penal en mayo de 2025 contabilizó que aun existen unas 894 personas detenidas por motivos políticos con problemas en su defensa, de los cuales unos 80 son dirigentes políticos y el candidato presidencial Enrique Márquez, una parte son testigos de mesa, algunos periodistas y unos cuantos fallecidos en prisión por falta de atención médica.

### Fechas adelantadas y sin cronograma oficial
Estas elecciones al igual que las elecciones presidenciales de 2024 se realizan con siete meses de antelación, esto se debe a que la anterior Ley Orgánica del Sufragio y Participación Política (vigente hasta el 31 de julio de 2009) señalaba en su artículo 152 que las elecciones debían fijarse «un día domingo de la primera quincena del mes de diciembre del año anterior a la finalización del período correspondiente». Esta disposición derogada fue omitida en la nueva Ley Orgánica del Sufragio y Participación Política, lo que commina a hacer ilícitos en los resultados permitiendo quedarse en el poder quien está a cargo y con el tiempo extendido aletargue el respectivo reclamo, también puede provocar otros conflictos. Tal como ocurrió en las presidenciales de 2018. La falta de un programa oficial publicado en la gaceta de acuerdo al artículo 42 de la Ley Orgánica de Procesos Electorales (Lopre) es clara al señalar su publicación para conocer las convocatorias a las auditorias necesarias, han transcurrido más de 60 días, desde que el CNE anunció el 19 de febrero las elecciones y no se tiene un cronograma. Una lista de candidatos apenas divulgada, una web inactiva y un cronograma ausente es lo que presentan en estas elecciones.

### Eliminación del código QR
El día sábado 10 de mayo se realizó el simulacro previo a las elecciones, el dirigente César Pérez Vivas denunció que las actas de votación que fueron emitidas durante el simulacro del pasado sábado no tenían código QR. El código QR es una aplicación que presenta una serie de 38 números consecutivos que relaciona los resultados con el estado, y la mesa del acto de votación, código que aparece en la parte posterior del comprobante emitido por la máquina de votación, que permite verificar tanto la autenticidad de estos comprobantes como la información que arrojan. El Ing Guiseppe Gangi desarrollador de la web Macedoniadelnorte.com hizo una aclaratoria sobre el código QR que permitieron a los observadores la automatización, lo que permitió la fidelidad de los datos y guardar los datos electorales durante las elecciones presidenciales de 2024 y publicar los resultados reales de cada mesa de votación, lo cual fue un paso esencial para exponer el fraude. Los testigos no tienen condiciones justas para contar los votos 19/05/2025 La ausencia de este código provocó una denuncia de Iris Varela contra Alberto Galíndez en Cojedes, luego del simulacro del día 11 de mayo.
El 23 de mayo el rector principal del CNE Conrado Pérez Briceño, confirmó la eliminación del código QR de las actas electorales, alego que la implementación del código QR en las actas «no era una obligación legal y fue una disposición oficiosa del CNE en el pasado» y que fueron utilizadas para «trampear elecciones anteriores», lo que desdice el ingeniero venezolano en informática Giuseppe Gangi.

### Elecciones en Guayana Esequiba
Giuseppe Gangi, desarrollador de la página regionales.macedoniadelnorte.com, manifestó que los votantes de los municipios  Gran Sabana y Sifontes del estado Bolívar, (donde se ubica Tumeremo, la proclamada capital del nuevo estado) y del municipio Antonio Díaz de Delta Amacuro participarían en las elecciones. Sin embargo, el distrito electoral publicado por el CNE indica lo contrario y solo dos parroquias del municipio Sifontes participarán en el sufragio. Además, los 21.403 votantes registrados que elegirán al gobernador y los seis legisladores de la Guayana Esequiba para la Asamblea Nacional a su vez también votaran por sus representantes parlamentarios del estado Bolívar.

## Encuestas
El 19 de mayo una encuesta pre-electoral de la firma Meganalisis arrojó un resultado ante la pregunta si votaría en las elecciones parlamentarias y gubernamentales este 25 de mayo, el resultado fue de 84.9% de no participar 
Ese mismo día, el Centro de Estudios Políticos de la Universidad Católica Andrés Bello, en alianza con la encuestadora Delphos, realizó una encuesta, en la que revelaron que solo el 15.9% de los encuestados tenía altas posibilidades de votar en la elección. Entre tanto, Hinterlaces, encuestadora cercana al oficialismo, indicó que un 52% de los venezolanos "votaria en los comicios".

## Proceso
En los días previos a las elecciones, el gobierno venezolano llevó a cabo una ola de arrestos y detuvo a más de 70 personas, incluyendo a políticos, activistas, periodistas y abogados, acusándolos de participar en conspiraciones.

## Baja participación
El proceso electoral se caracterizó por una baja participación a nivel nacional, con una gran contradicción con centros de votación vacíos, además de la presencia de cuerpos de seguridad del Estado hubo ausencia de testigos de mesa de los diferentes partidos. Calles desiertas y centros de votación vacíos, no se trata de una apatía electoral, así los venezolanos respondieron al llamado de abstención de su líder María Corina Machado hace una semana de no salir a votar hasta que se reconozca los resultados presidenciales del 28 dejulio pasado.El Consejo Nacional Electoral afirmó que la participación fue del 42,63%, mientras que el Comando con Venezuela opositor declaró que sólo hubo un 12,56% de participación. La Encuestadora Meganálisis en un Sondeo a boca de urna estimó que solo el 13,59% del padrón participó en elecciones de Venezuela es decir de 21.4 millones de votantes participaron unos 2 millones 919 mil sufragantes determinado mediante un sondeo de participación.